# Gesamtkunstwerk – Dokument 81-86
Gesamtkunstwerk – Dokument 81-86 je box set skupine Laibach, ki je izšel leta 2011 pri založbi Vinyl-on-demand. Set je sestavljen iz šestih LP plošč in ene DVD plošče. Plošče vsebujejo posnetke s koncertov ter zgodnje studijske in neobjavljene posnetke. Set sicer vsebuje še deset razglednic, kovinsko broško in ilustrirano knjižico z arhivskimi fotografijami Trbovelj, domačega mesta skupine Laibach.

## Seznam skladb

### A stran: Early Studio and Unpublished Recordings 1981-1986
| Št.             | Naslov                                                      | Dolžina |
| --------------- | ----------------------------------------------------------- | ------- |
| 1.              | „Industrial Ambients 3‟                                     | 3:07    |
| 2.              | „Država‟ (Prvo snemanje skupine, 7. maj 1982, Studio Metro) | 4:51    |
| 3.              | „Industrial Ambients 1‟                                     | 13:36   |
| Skupna dolžina: | Skupna dolžina:                                             | 21:34   |

### B stran: Live in Yugoslavia 1982 from Concerts at the Lapidarij Club, Zagreb 02.04.1982 (Croatia) & Student Culture Center, Belgrade, 18.05.1982 (Serbia)
| Št.             | Naslov                                                  | Dolžina |
| --------------- | ------------------------------------------------------- | ------- |
| 1.              | „Rdeči molk‟                                            | 1:44    |
| 2.              | „Zavedali so se - poparjen je odšel I‟                  | 1:53    |
| 3.              | „Delo in disciplina‟                                    | 3:51    |
| 4.              | „Ostati zvesti naši preteklosti - poparjen je odšel II‟ | 3:25    |
| 5.              | „Siemens‟                                               | 6:15    |
| 6.              | „Smrt za smrt‟                                          | 2:45    |
| 7.              | „Tovarna C19‟                                           | 2:06    |
| 8.              | „STT (Machine Factory Trbovlje)‟                        | 0:31    |
| 9.              | „Sveti Urh‟                                             | 2:01    |
| 10.             | „Država‟                                                | 3:20    |
| Skupna dolžina: | Skupna dolžina:                                         | 27:51   |

### C stran: "Novi Rock Festival" Križanke, Ljubljana, 09.09.1982
| Št.             | Naslov                                          | Dolžina |
| --------------- | ----------------------------------------------- | ------- |
| 1.              | „Cari Amici Soldati‟ (Z uvodom MC Nade Vodušek) | 4:51    |
| 2.              | „Jaruzelski‟                                    | 5:30    |
| 3.              | „Država‟                                        | 6:40    |
| 4.              | „Svoboda‟                                       | 11:35   |
| Skupna dolžina: | Skupna dolžina:                                 | 28:36   |

### D stran: M.B. 21.12.1984 recorded live on 21.12.1984 at Malči Belič Hall in Ljubljana
| Št.             | Naslov             | Dolžina |
| --------------- | ------------------ | ------- |
| 1.              | „Sodba veka‟       | 3:14    |
| 2.              | „Ti, ki izzivaš‟   | 7:12    |
| 3.              | „Sila / Dokumenti‟ | 9:10    |
| 4.              | „Sredi bojev‟      | 8:20    |
| Skupna dolžina: | Skupna dolžina:    | 27:56   |

### E stran: Vstajenje v Berlinu, Occupied Europe Tour, Live at Meropol, Berlin 20.11.1983
| Št.             | Naslov                | Dolžina |
| --------------- | --------------------- | ------- |
| 1.              | „Mi kujemo bodočnost‟ | 4:15    |
| 2.              | „Brat moj‟            | 5:45    |
| 3.              | „Sila‟                | 3:00    |
| 4.              | „Dokumenti‟           | 1:04    |
| 5.              | „Sredi bojev‟         | 7:40    |
| 6.              | „Perspektive‟         | 4:30    |
| 7.              | „Kolone‟              | 3:52    |
| Skupna dolžina: | Skupna dolžina:       | 30:06   |

### F stran: Live at the Berlin Atonal Festival, 18.02.1985
| Št.             | Naslov           | Dolžina |
| --------------- | ---------------- | ------- |
| 1.              | „Ti, ki izzivaš‟ | 6:40    |
| 2.              | „Nova akropola‟  | 6:15    |
| 3.              | „Dokumenti‟      | 7:42    |
| 4.              | „Sredi bojev‟    | 12:17   |
| Skupna dolžina: | Skupna dolžina:  | 32:54   |

### G stran: "Ein Schauspieler" Staalplaat Tape Side 1 Recorded at NL Centrum, Amsterdam 28.03.1985
| Št.             | Naslov           | Dolžina |
| --------------- | ---------------- | ------- |
| 1.              | „Vier Personen‟  | 5:17    |
| 2.              | „Nova akropola‟  | 13:30   |
| 3.              | „Vade retro‟     | 5:17    |
| 4.              | „Die Liebe‟      | 4:41    |
| 5.              | „Ti, ki izzivaš‟ | 4:21    |
| Skupna dolžina: | Skupna dolžina:  | 33:06   |

### H stran: "Ein Schauspieler" Staalplaat Tape Side B Recorded at Posthoorn Kerk, Amsterdam 16.02.1985
| Št.             | Naslov          | Dolžina |
| --------------- | --------------- | ------- |
| 1.              | „Nova akropola‟ | 12:51   |
| 2.              | „Vade retro‟    | 5:22    |
| 3.              | „Organofonija‟  | 13:09   |
| Skupna dolžina: | Skupna dolžina: | 31:22   |

### I in J stran: "Krvava Gruda - Plodna Zemlja" Concert at Hum, Goriška Brda, Near Nova Gorica, Slovenia, Yugoslavia, 05.04.1986
| I stran         | I stran              | I stran |
| Št.             | Naslov               | Dolžina |
| --------------- | -------------------- | ------- |
| 1.              | „Intro‟              | 8:05    |
| 2.              | „Vier Personen‟      | 5:23    |
| 3.              | „Nova akropola‟      | 8:27    |
| 4.              | „Vade Retro Satanas‟ | 5:04    |
| Skupna dolžina: | Skupna dolžina:      | 26:59   |

| J stran         | J stran               | J stran |
| Št.             | Naslov                | Dolžina |
| --------------- | --------------------- | ------- |
| 1.              | „Krvava Gruda‟        | 4:28    |
| 2.              | „Die Liebe‟           | 5:09    |
| 3.              | „Ti, ki izzivaš‟      | 9:06    |
| 4.              | „Država‟              | 4:04    |
| 5.              | „Vojna poema (Outro)‟ | 3:25    |
| Skupna dolžina: | Skupna dolžina:       | 26:12   |

### DVD
| Touch of Evil   | Touch of Evil        | Touch of Evil |
| Št.             | Naslov               | Dolžina       |
| --------------- | -------------------- | ------------- |
| 1.              | „Cari Amici Soldati‟ | 2:57          |
| 2.              | „Jaruzelski‟         | 4:19          |
| 3.              | „Država‟             | 2:56          |
| 4.              | „Svoboda‟            | 6:43          |
| Skupna dolžina: | Skupna dolžina:      | 16:55         |

| M.B. 21.December 1984 | M.B. 21.December 1984         | M.B. 21.December 1984 |
| Št.                   | Naslov                        | Dolžina               |
| --------------------- | ----------------------------- | --------------------- |
| 5.                    | „Intro‟                       | 0:34                  |
| 6.                    | „Sodba veka / Ti, ki izzivaš‟ | 2:40                  |
| 7.                    | „Sredi bojev‟                 | 11:26                 |
| 8.                    | „Sila / Dokumenti‟            | 7:39                  |
| 9.                    | „Panorama‟                    | 2:52                  |
| Skupna dolžina:       | Skupna dolžina:               | 25:10                 |

## Produkcija
- Mastering: Markus Aschenbrenner
- Snemalci: Radio Študent (C stran), Ernest Žnidaršič (I in J stran)